# Hệ thống Madrid
Hệ thống đăng ký quốc tế (tiếng Anh: Madrid system) là hệ thống quốc tế để tạo điều kiện thuận lợi cho việc đăng ký nhãn hiệu hàng hoá nhiều tại các nước trên thế giới. Cơ sở pháp lý của nó là điều ước quốc tế đa phương Hiệp định Madrid về đăng ký quốc tế nhãn hiệu năm 1891, cũng như Nghị định thư liên quan đến Thoả ước Madrid (1989).
Hệ thống đăng ký quốc tế nhãn hiệu hiện nay đang vận hành gồm có Thoả ước Madrid (MA) và Nghị định thư (Protocol) (MP). MA ra đời từ năm 1891 có 56 quốc gia là thành viên của MA tính đến ngày 15/7/2009. Vì nhiều nước lớn như Mỹ, Nhật, Anh, Hàn Quốc, Singapore, Australia đều không tham gia MA nên MP đã ra đời năm 1989 bắt đầu có hiệu lực từ 1/12/1995. Việt Nam tham gia cả MA và MP, cụ thể MA: 8/3/1949 và MP: 11/7/2006.

## Thành viên
Với số lượng lớn các nước tham gia như vậy nên người ta còn gọi đây là phương thức đăng ký bảo hộ nhãn hiệu toàn cầu. Dưới đây là tổng hợp các nước thành viên của MA và MP được chia theo khu vực địa lý:
Khu vực châu Âu:  Armenia, Albania, Áo, Belarus, Bỉ, Bosnia và Herzegovina, Bulgaria, Croatia, Đảo Síp, Cộng hòa Séc, Đan Mạch, Estonia, Phần Lan, Pháp, Gruzia, Đức, Hy Lạp, Hungary, Iceland, Italy, Ireland, Latvia, Liechtenstein, Lithuania, Luxembourg, Monaco, Monternegro, Hà Lan, Na Uy, Ba Lan, Bồ Đào Nha, Moldova, Romania, Nga, Serbia, Slovakia, Slovenia, Tây Ban Nha, Thụy Điển, Thụy Sĩ, Ma-xê-đô-ni-a, Thổ Nhĩ Kỳ, Ukraina, Vương quốc Anh, San Marino.
Khu vực châu Á: Hàn Quốc, Trung Quốc, Nhật Bản, Singapore, Việt Nam, Uzbekistan, Turkmenistan, Thổ Nhĩ Kỳ, Tajikistan, Cộng hòa Syria Arap, Oman, Mông Cổ, Kyrgyzstan, Kazakhstan, Iran, Bắc Triều Tiên, Bahrain, Bhutan, Azerbaijan.
Khu vực châu Phi: Algeria, Ai Cập, Kenya, Liberia, Lesotho, Morocco, Mozambique, Namibia, Sudan, Sierra Leone, Zambia, Swaziland, Sao Tome & Principe, Madagascar, Botswana, Ghana.
Khu vực châu Mỹ: Mỹ, Cuba, Antigua & Barbuda.
Khu vực Châu Đại dương: Australia.